# Avenue Jean-Jaurès (Lyon)
Pour les articles homonymes, voir Rue Jean-Jaurès.
L'avenue Jean-Jaurès est une voie du 7e arrondissement de Lyon, en France.

## Situation et accès
Cette voie part du cours Gambetta jusqu'au parc Henry-Chabert (quai Fillon). Elle est longue d'environ 4 100 mètres, ce qui en fait la plus longue avenue de Lyon. La numérotation part du no 1 au no 415. Au nord, après avoir franchi le cours Gambetta, elle se prolonge par l'avenue du Maréchal-de-Saxe en passant dans le 3e arrondissement.
Il s'agit de l'artère principale du 7e arrondissement de Lyon. La partie située au nord de la place Jean-Macé date de la fin du XIXe siècle, la partie au sud est construite à partir du début du XXe siècle.
Accès
La ligne B du métro de Lyon reprend son parcours : du nord au sud, on y retrouve les stations Saxe-Gambetta, Jean Macé, Place Jean-Jaurès, Debourg et Stade de Gerland.

## Origine du nom
Le nom de la voie fait référence à Jean Jaurès (1859-1914), homme politique socialiste français.

## Historique
« Le prolongement de l’avenue de Saxe est déclaré d’utilité publique en 1864, selon le tracé proposé par l’ingénieur en chef Deleruel, afin d’établir une liaison entre les Brotteaux et la Guillotière », puis approuvé en 1865 et terminé en 1892. Il porte alors le nom d’« avenue de Saxe prolongée » puis d’avenue de Saxe tout court jusqu’en 1914 où lui est attribué alors le nom de Jean Jaurès conformément à la délibération du Conseil municipal du 14 septembre 1914 (dél. C.M.).
L’avenue Jean-Jaurès est prolongée en 1908 en artère principale du quartier de Gerland avec une vocation industrielle. Puis les travaux se poursuivent au-delà des voûtes, de 1910 à 1924, pour rejoindre le stade.
De 1941 à 1944, elle a porté le nom d'« avenue Maréchal-Lyautey ». C’est sous l’injonction du Préfet que cette avenue a été rebaptisée afin de faire disparaître les dénominations de voies publiques rappelant le souvenir de Jean-Jaurès,.

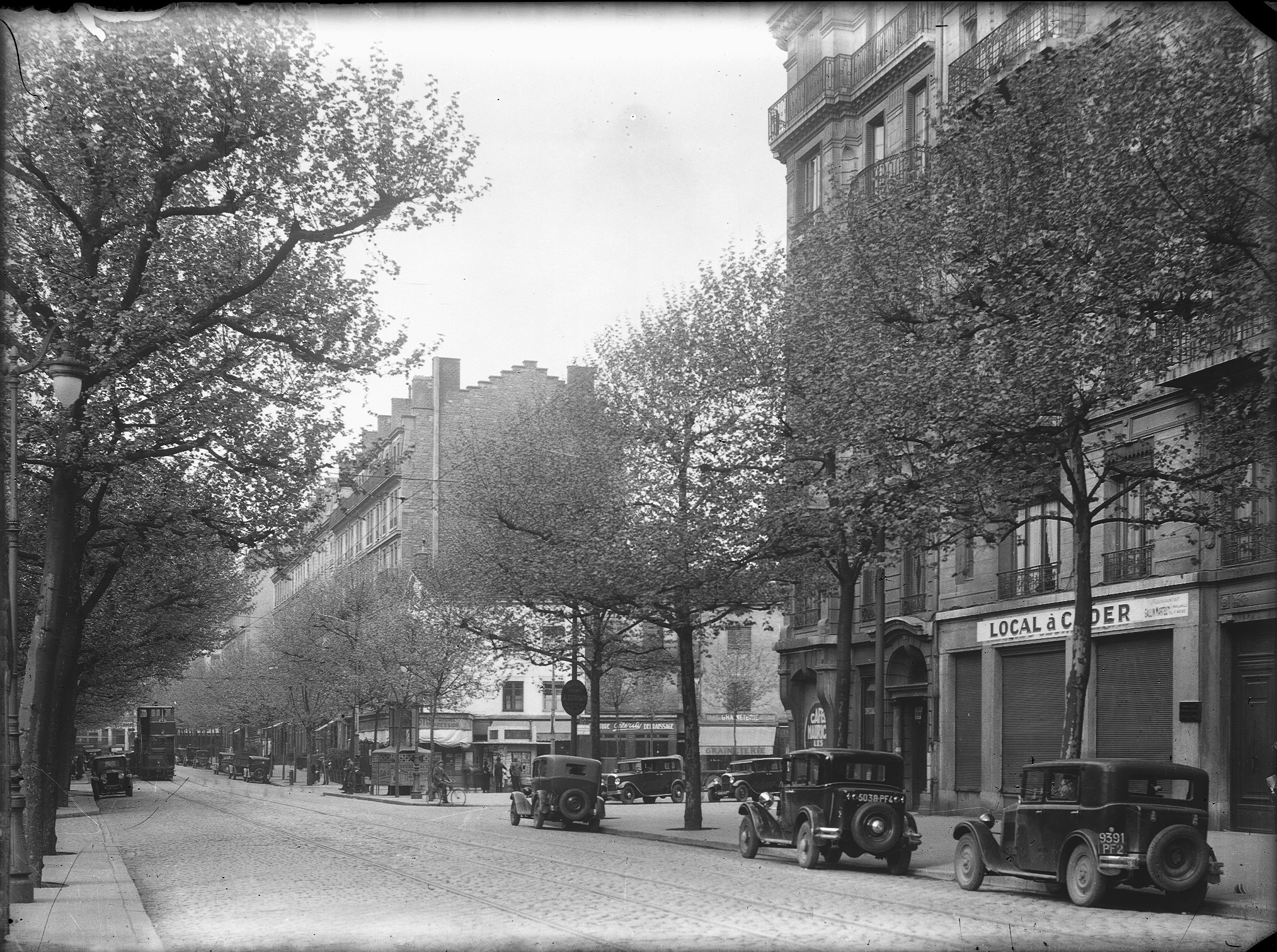
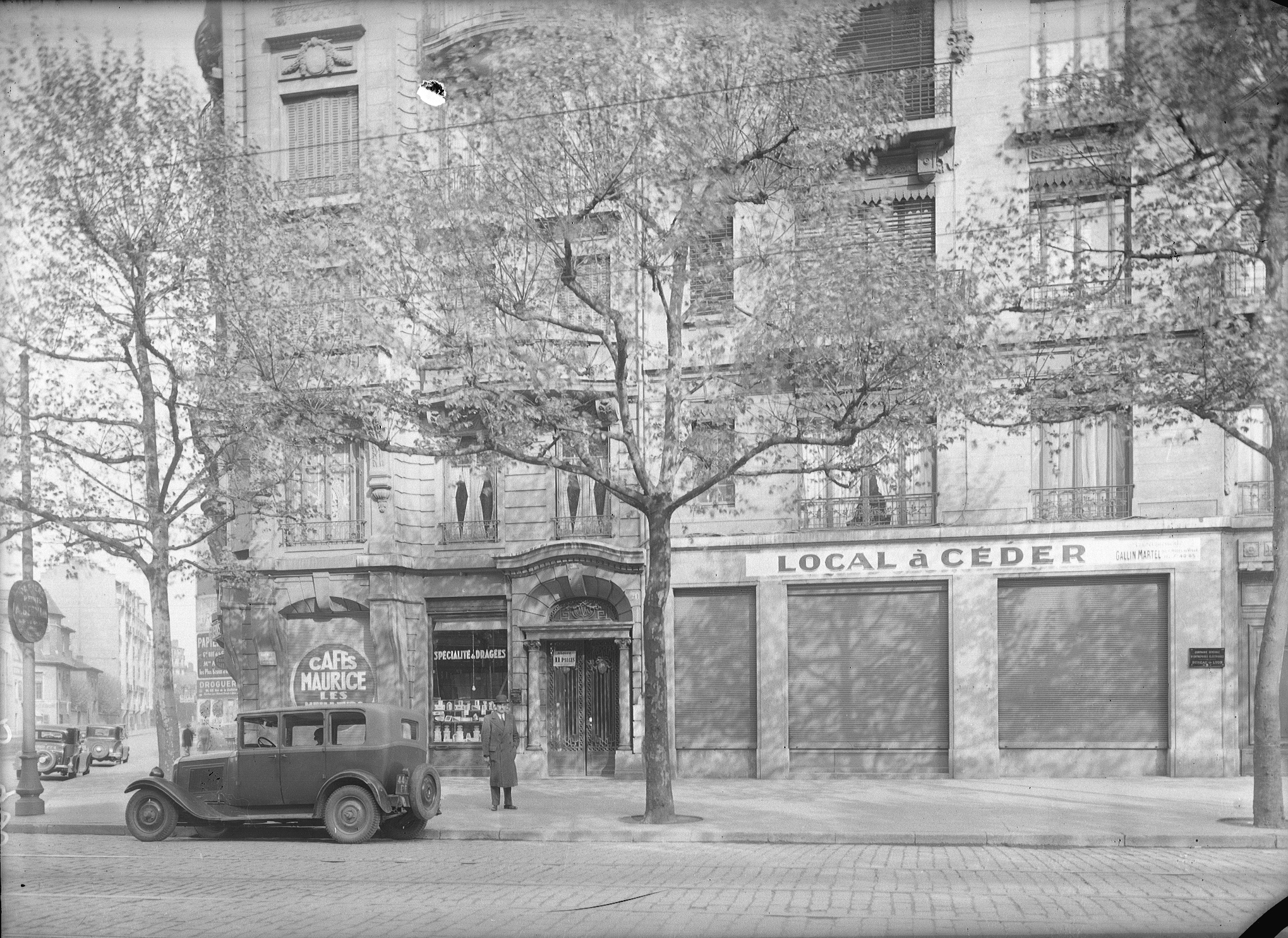
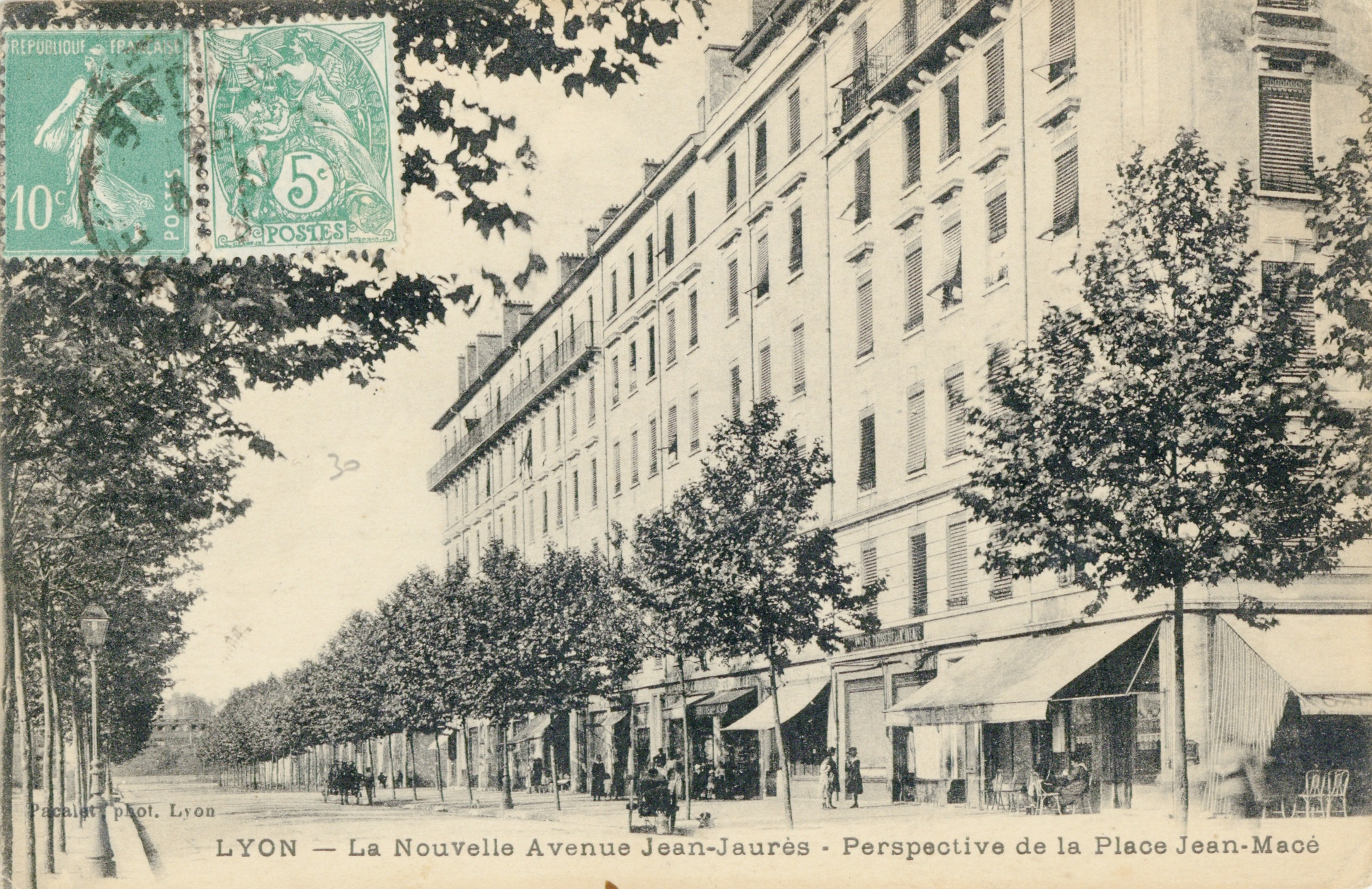

## Points d'intérêt
Au n° 302 se trouve l'église Saint-Antoine de Gerland, construite par l'architecte Gabriel Bonnamour entre 1931 et 1934. Elle se remarque par la présence d'un Christ en croix monumental sculpté sur la façade, œuvre de l'artiste Louis Bertola,.